# 이미지 매크로

위키백과의 이미지 매크로

이미지 매크로(Image macro)는 어떤 형태의 텍스트가 겹쳐진 그림이나 예술작품을 특징으로 하는 디지털 미디어이다. 텍스트는 이미지의 상단과 하단에 자주 나타난다. 이미지 매크로는 2000년대 인터넷 밈의 가장 일반적인 형태 중 하나였으며 재치 있는 메시지나 캐치프레이즈가 자주 등장했지만 모든 이미지 매크로가 반드시 유머러스한 것은 아니다. 표정이 풍부한 고양이의 이미지와 텍스트가 결합된 롤캣(LOLcats)은 이미지 매크로의 첫 번째 주목할만한 출현으로 간주된다. 스톡 문자 매크로라고도 하는 조언 동물(advice animal) 이미지 매크로도 이미지 매크로 템플릿과 밀접한 관련이 있다.

## 같이 보기
- 레이지 코믹
- 인터넷 밈